# Orde dels Frares Menors Caputxins
L'Orde dels Frares Menors Caputxins, en llatí Ordo Fratrum Minorum Capuccinorum, és un orde religiós, orde mendicant nascut com a branca de l'orde dels franciscans i integrat avui a la família franciscana. És l'única divisió dels observants que ha pogut romandre independent fins al dia d'avui. Aquesta reforma franciscana fou iniciada per fra Matteo da Bascio i altres framenors l'any 1525 i rebé l'aprovació pontifícia l'any 1528 amb la butlla Religionis zelus. Els seus membres posposen al seu nom les sigles OFMCap.

## Història
L'orde neix cap al 1520 quan alguns frares franciscans, desitjosos de tenir una vida més contemplativa i observant de la regla original, van retirar-se a viure com a eremites. Dirigia aquests frares Matteo da Bascio, que fou perseguit per la Inquisició perquè havia abandonat l'obediència del seu convent per iniciar el nou tipus de vida. Matteo i alguns companys van trobar suport entre els camaldulesos, raó per la qual van incorporar al seu hàbit la caputxa o caperulla punxeguda que portaven aquests i també l'obligació de dur barba.
El 1528, Matteo va obtenir, amb la mediació de Caterina Cybo, duquessa de Camerino, l'aprovació de Climent VII (amb la butlla Religionis zeus) de viure com a eremites, predicar al poble i demanar-hi almoina. El permís incloïa tothom que volgués unir-se al moviment de restauració de l'observança original de Francesc d'Assís. Aviat, el grup fou anomenat dels Frares Menors de la Vida Eremítica. L'oposició dels Franciscans Observants va fer que se'n separessin i els caputxins s'erigissin com a congregació de Frares Menors Eremites dintre de l'orde dels Franciscans Conventuals, amb un vicari propi. Amb el temps el seu nombre va créixer a tot Itàlia. Com les altres branques, en general els caputxins es dediquen a la cura pastoral de parròquies.
El 1542, el vicari general Bernardino Ochino es va fer protestant, la qual cosa va estar a punt de fer que l'orde fos suprimit. Gregori XIII, el 1574, va permetre que l'orde pogués obrir cases fora d'Itàlia, començant per França. Al segle xvi ja eren uns 14.000 frares en uns mil convents, nombre que va créixer ininterrompudament durant el segle xvii i fins a mitjan segle xviii, quan arribaren a 34.000 frares i 1.700 convents.
A més de l'observança de la regla franciscana original i la pobresa absoluta, els caputxins van dedicar-se prioritàriament a la predicació i la tasca pastoral, la qual cosa va conduir, de mica en mica, a què l'ideal eremític fos abandonat per esdevenir un orde més «conventual», encara que amb molt èmfasi en la vida contemplativa i, gradualment, l'estudi. Els caputxins es consideren la branca més espiritual de les tres.

### Declivi i restauració
Entre mitjan segle xviii i el final del segle xix, l'orde va tenir, com d'altres, una greu crisi: entre 1787 i 1847 no hi va haver capítols generals. La Revolució francesa i els moviments de secularització a diferents estats va fer que l'orde fos suprimit o prohibit en bona part d'Europa. Es compensà, però, amb una tasca de missió als països americans i a les Filipines, on l'orde es va mantenir i cresqué.
En començar el segle xx, hi havia uns 9.500 caputxins en 600 cases. Al capítol de 1884 s'aprovà una nova regla de l'orde, que modificava la de 1643, que la tornava als orígens i l'obria al món contemporani. La crisi de vocacions dels anys seixanta als vuitanta del segle xx va afectar l'orde, tot i que continua essent un dels més grans i difosos de la cristiandat.

### Presència a terres de parla catalana
El Convent de Santa Eulàlia de Barcelona fou el primer a Catalunya. Més tard es traslladen intramurs de la ciutat a Santa Madrona i actualment mantenen una comunitat activa als Caputxins de Sarrià (1578). Posteriorment fundaren el convent dels Caputxins de Manresa (1582), convent dels Caputxins de Granollers (1584), el convent dels Caputxins d'Igualada (1609), el d'Arenys de Mar (1618) i el de Palma (1677). Des de l'any 1884 regenten el Santuari de la Mare de Déu de l'Ajuda ubicat al barri de Sant Pere de Barcelona.
A Catalunya tenen arrelament popular i històricament han participat en actes en favor de les llibertats nacionals i polítiques, com la Caputxinada de 1966. L'any 1996 l'orde va rebre la Creu de Sant Jordi de la Generalitat de Catalunya

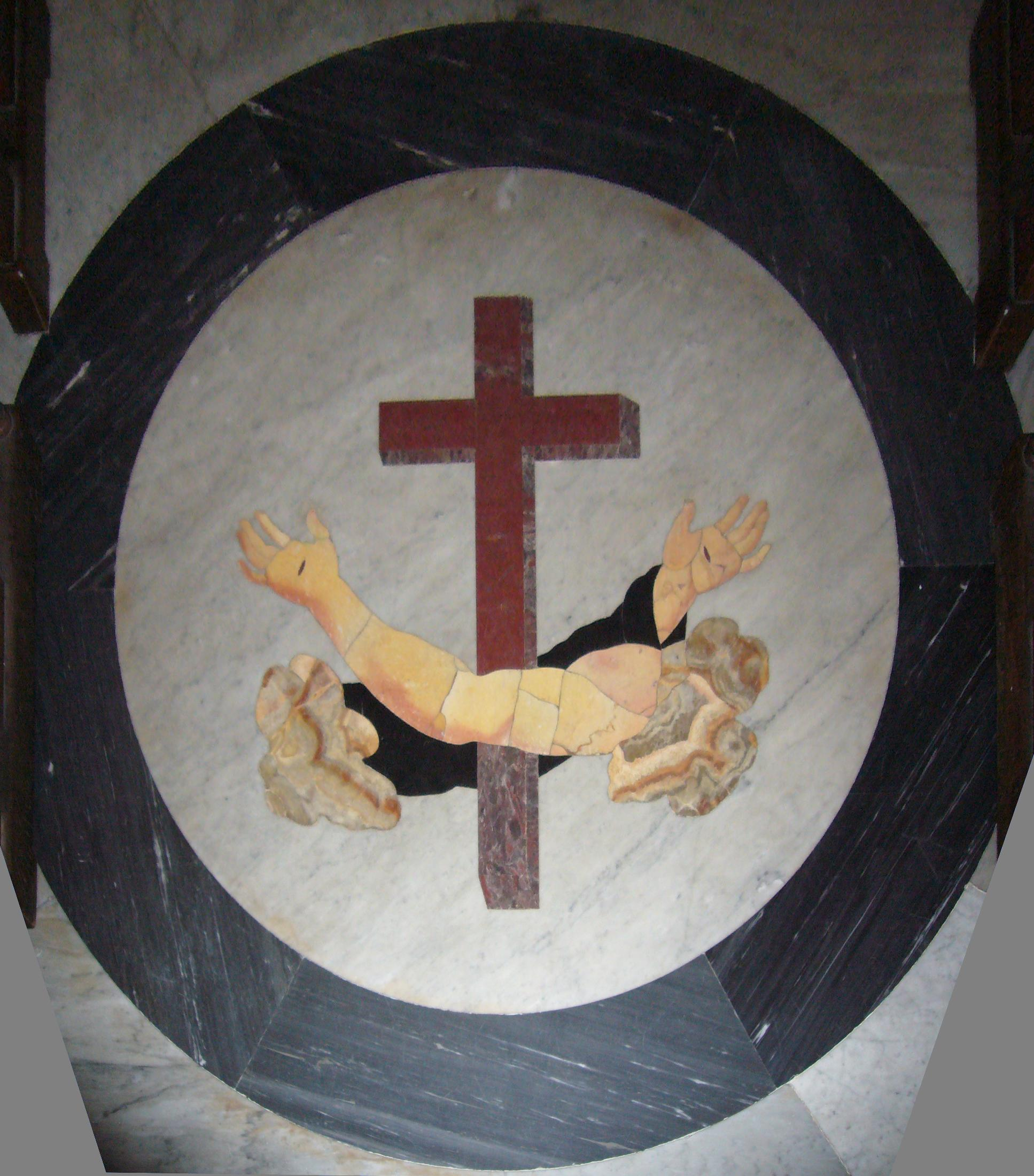
Emblema dels caputxins a l'església de Santa Dorotea (Roma)
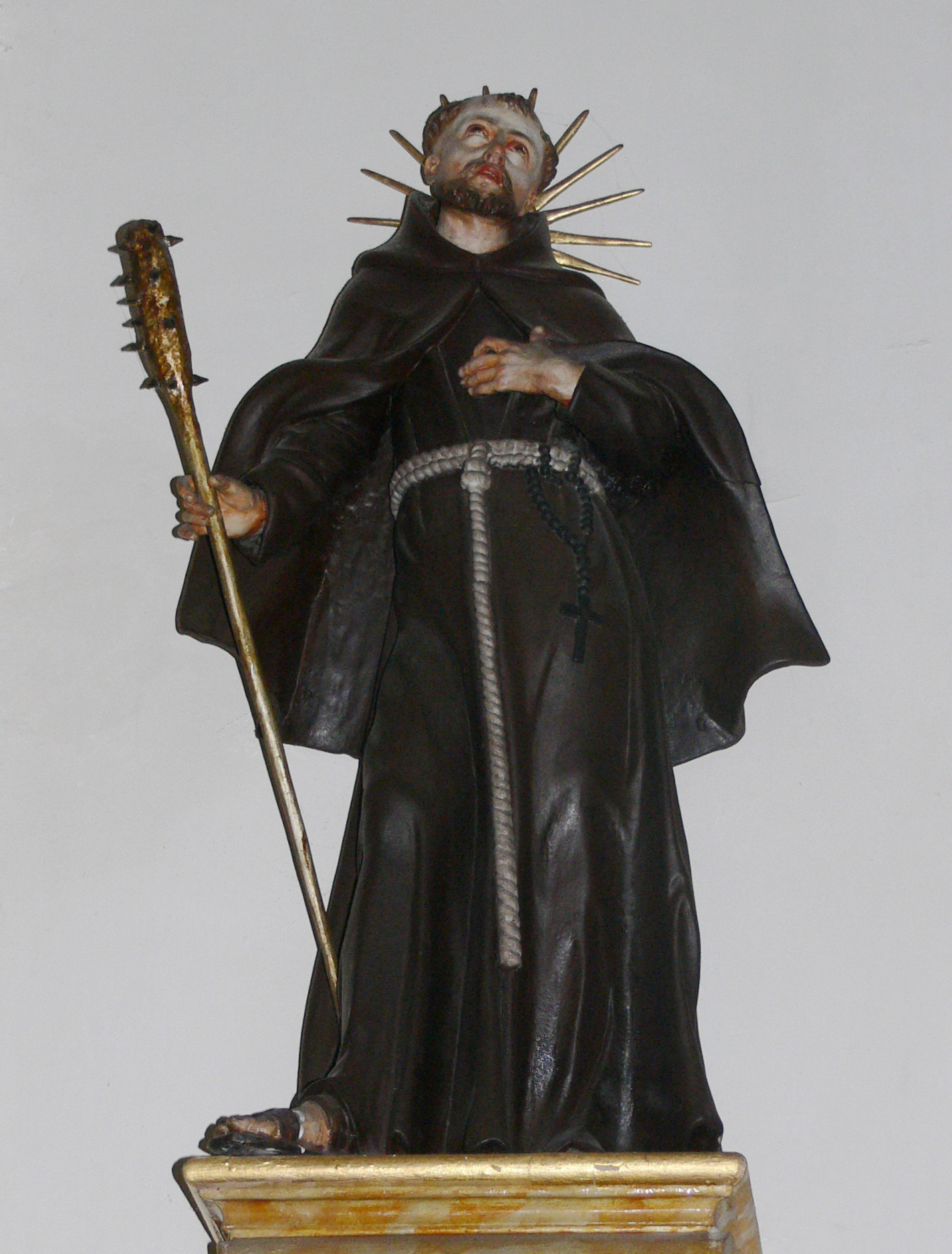
Imatge de Sant Fidel de Sigmaringen, amb l'hàbit caputxí
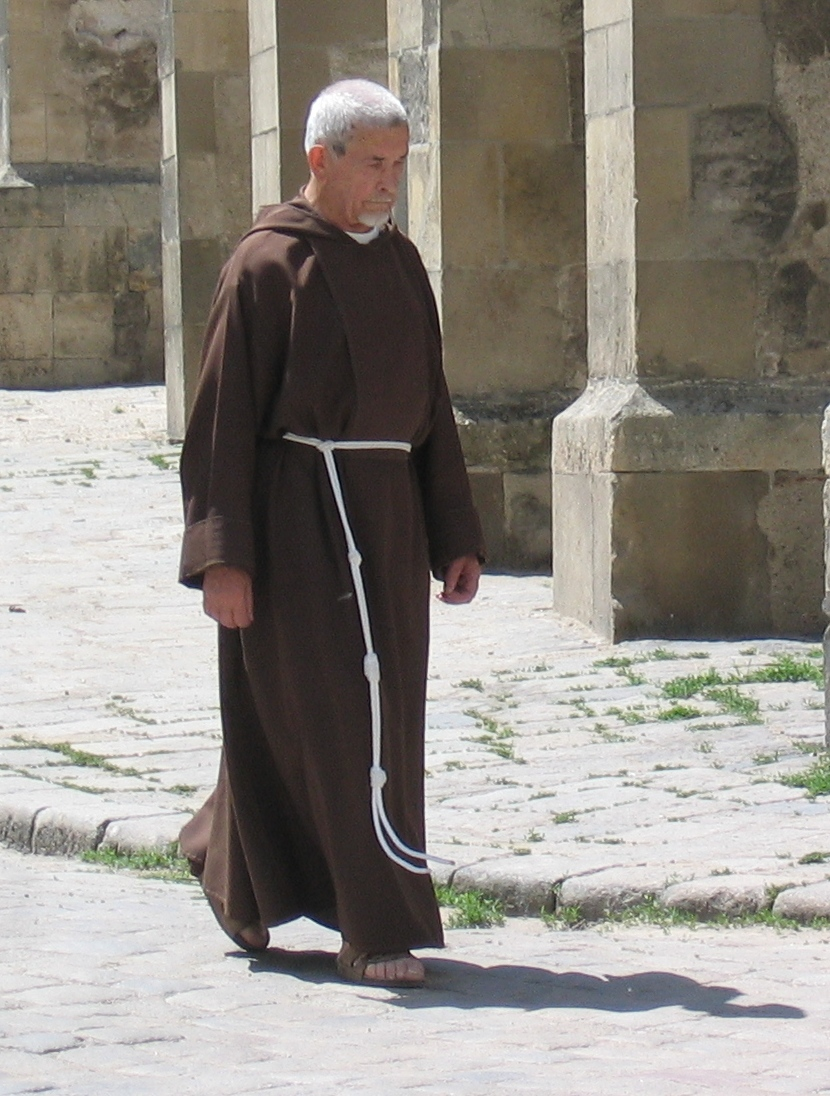
Hàbit caputxí en l'actualitat

## Regla
Segueixen la regla de sant Francesc, però amb una rigorosa observança que fa que els frares visquin en una extrema austeritat, simplicitat i pobresa. Ni els individus ni els convents poden tenir propietats, i els forniments que hi pugui haver en una casa no poden passar del que és necessari per a alguns dies. Això fa que els frares hagin de demanar almoina per a obtenir el que els cal, i no els està permès de tocar els diners. Les comunitats han de ser petites, d'uns vuit o, com a molt, dotze membres. Vesteixen simplement i poden anar descalços, solen dur barba llarga, hàbit color de xocolata i capulla punxeguda. Una part de l'ofici diví és recitat a mitjanit i, a més, els frares preguen privadament dues hores. Les penitències i dejunis són rigorosos i freqüents.
La tasca principal dels caputxins era la predicació i les tasques pastorals entre el poble, especialment els pobres. Pel que fa a l'estudi, van deixar la teologia de l'escola de Duns Escot i van tornar a la de sant Bonaventura de Bagnoregio, pròpia de la primera època del franciscanisme.

## Activitat i difusió
Al final de 2009, hi havia 10.519 caputxins, 6.939 d'ells sacerdots. Són presents a 106 estats, distribuïts a: Àfrica: 1.354; Centre i Sud-amèrica: 1.762; Amèrica del Nord: 682; Àsia i Oceania: 2.196; Europa occidental: 3.755; Europa centroriental: 770.